# Райчихлаг
Райчихла́г (Райчи́хинский исправи́тельно-трудово́й ла́герь) — подразделение, действовавшее в системе исправительно-трудовых учреждений СССР.

## История
Райчихлаг был организован в 1938 году. Управление Райчихлаг размещалось в селе Райчиха, Хабаровский край (ныне город Райчихинск, Амурская область). В оперативном командовании он подчинялся первоначально Главному управлению исправительных лагерей (ГУЛАГ), затем Главному управлению топливной промышленности (УТП) и затем Главному управлению лагерей металлургической промышленности (ГУЛГМП).
Максимальное единовременное количество заключённых могло достигать более 11 000 человек.
Райчихлаг прекратил своё существование в 1942 году.

## Производство
Основным видом производственной деятельности заключённых были разработки угольных месторождений.

## Начальники
- Передерий, с 26.02.1938 по 15.06.1938
- и. о. нач. — ст. лейт. ГБ Закарьян Г. П., с 23.05.1938 по 04.10.1938
- бр. комиссар Алекшинский Н. А., с 16.11.1938 — ?
- ст. лейт. ГБ Саруханян М. М., с 02.11.1939 — не ранее 04.06.1942